# Тёрнер, Айк
Айк Уистер Тёрнер (англ. Ike Wister Turner ; 5 ноября 1931, Кларксдейл, штат Миссисипи, США — 12 декабря 2007, Сан-Маркос, Калифорния, США) — американский ритм-н-блюзовый музыкант и продюсер, основатель группы «Ike & Tina Turner», бывший муж Тины Тёрнер.

## Биография
Айк Тёрнер родился 5 ноября 1931 года в, Кларксдейл, штат Миссисипи, США. В десятилетнем возрасте он устроился работать на радиостанцию, где увлёкся музыкой 1940-х годов. Любимыми исполнителями Айка были Элмор Джеймс, Чарли Буккер, Сонни Бой Вильямсон, Хаулин Вульф, Литтл Уолтер и Мадди Уотерс. На волне своего интереса он создает школьную группу «R&B», которая, впрочем, известности не получила.
В 1950 году Айк Тёрнер напросился сопровождать в музыкальных турах Сонни Бой Вильямсона. В это же время на него обратил внимание Пайнтоп Перкинс и показал ему основу стиля буги-вуги.

### The Kings of Rhythm
Освоив пианино, Айк Тернер собирает ансамбль «The Kings of Rhythm». Записанная в 1951 году, песня «Rocket 88» многими критиками признается первой в стиле рок-н-ролл.
В 1957 году к группе присоединилась Анна Мэй Буллок, которая позже стала ведущей вокалисткой коллектива и женой Айка, более известной как Тина Тёрнер.

### Ike & Tina Turner
Ансамбль «The Kings of Rhythm» трансформировался в семейный дуэт «Ike & Tina Turner revue», который получил большой коммерческий успех. За время совместной работы Айк и Тина записали около 20 альбомов, выпустив такие хиты, как «River Deep — Mountain High», «Proud Mary», «Nutbush City Limits», «I Want to Take You Higher», «I Idolize You», «Poor Fool», «Tra La La La La», «A Fool in Love», «It’s Gonna Work out Fine» и т. д.
В 1976 году произошёл разрыв творческого дуэта, а в 1978 году Тина и Айк развелись.
В 1993 году вышел американский биографический фильм «На что способна любовь», посвящённый дуэту. Роль Тины исполнила Анджела Бассетт, Айка Лоренс Фишберн.

### Сольная карьера
Музыкант занялся сольной карьерой, но записанные им песни уже не получали прежнего признания. Он начал употреблять наркотики, возникли проблемы с полицией, и в итоге Айк оказался в тюрьме.
Выйдя на свободу, Айк попытался завязать с наркотиками и снова занялся музыкой.

### Возрождение группы «The Kings of Rhythm»
Он возродил группу «The Kings of Rhythm» и в 2001 году выпустил альбом «Here and Now», который был номинирован на премию Grammy.
Его следующий альбом, «Risin with the Blues» вышел 12 сентября 2006 года, и снова был номинирован на «Grammy» в категории «традиционный блюзовый альбом» — вручение награды состоялось в 2007 году.

### Смерть
12 декабря 2007 года музыкант скончался в возрасте 76 лет по официальной версии от передозировки наркотиков. Тина Тёрнер опубликовала краткое заявление через своего представителя относительно смерти своего бывшего мужа Айка: «Тина знает, что Айк ушёл из жизни сегодня. Она не имела никаких контактов с ним на протяжении 35 лет. Никаких дальнейших комментариев сделано не будет».

## Дискография
- 1951 — Rocket 88
- 1969 — A Black Man's Soul
- 1972 — Strange Fruit
- 1973 — Bad Dreams
- 1994 — I'm Blue
- 1996 — My Blues Country
- 2001 — Here and Now (англ.)
- 2007 — Rising with the Blues

### Ike & Tina Turner
Основная статья: Ike & Tina Turner — Дискография